# Welshterrier
Welshterrier är en hundras från Wales i Storbritannien. Den är en högbent terrier. Ursprungligen användes den som jakthund på räv, grävling och utter. Numera är den sällskapshund.

## Historia
Welshterriern är den terrier som står närmast Old English Broken-haired Terrier eller Old English Black and Tan Terrier vilken ligger till grund för flera terrierraser. Så sent som 1896 kunde en hund delta på hundutställning både som welshterrier och Old English Black and Tan Terrier.
Redan på 1740-talet förekom welshterrier på kennlar för otterhound och foxhound. 1866 erkändes welshterriern som självständig ras av den brittiska kennelklubben the Kennel Club. Det dröjde till 1884 innan den fick egna klasser på hundutställningar.  Till Sverige importerades de första hundarna av rasen år 1912 av Ebba Cassel.[källa behövs]

## Egenskaper
Welshterriern ska ha ett vaket temperament och en orädd natur. Den rekommenderas oftast inte som förstahund, då den kräver en säker och fast hand. Den beskrivs ofta som glad och livlig och är sällan blyg av sig. Rätt skött blir den en tillgiven och lydig vän och perfekt både som stadshund och lanthund. En welshterrier kräver inte massor av motion, men blir nästan aldrig trött och är en passande hund för den som gillar friluftsliv. Den är också mycket intelligent, snabb i tanken och lättlärd, och uppskattar uppgifter som ger dess mentala egenskaper stimulans. Vissa exemplar kan ha en mycket utpräglad jaktinstinkt.

## Utseende
Welshterriern skall ge ett fysiskt välbalanserat intryck och ha en hållbar och tålig kroppsbyggnad. En frisk welsh terrier kan leva upp till 15 år, och är aktiv och pigg upp till mycket hög ålder om den är välskött. Dess storlek är max 39 centimeter i mankhöjd och kroppsvikten är omkring 9 kilogram.

### Päls
Welshterrier är en så kallad trimras, den vill säga att den har päls som ska trimmas, inte klippas. Detta behöver göras ungefär var tredje månad. Detta gör att welshterriern inte fäller så mycket päls som många andra hundraser. Pälsen består av två lager, underull som isolerar mot kyla och strävt täckhår som skyddar mot smuts, regn och blåst. Färgen är svart med rödbruna tecken, vitt tillåts endast som mindre tecken på bringan.